# Nakhon Nayok
Nakhon Nayok (in thailandese นครนายก) è una città minore (thesaban mueang) della Thailandia. Nel 2017 aveva una popolazione di 16 009 abitanti. Il territorio comunale occupa i tambon (sottodistretti) di Nakhon Nayok, Tha Chang, Ban Yai, Wang Krachom e Phrom Ni, facenti parte del Distretto di Mueang Nakhon Nayok, che è capoluogo della provincia omonima, nel gruppo regionale della Thailandia Centrale.

## Geografia fisica
Nakhon Nayok si trova circa 100 km a nord-est di Bangkok in una zona pianeggiante ed è attraversata dall'omonimo fiume Nakhon Nayok, che nasce nel vicino Parco nazionale di Khao Yai, tra i monti della catena Dong Phayayen. Tali rilievi limitano la pianura a nord-est della città, dalla quale distano pochi chilometri, e la separano dall'Altopiano di Korat.

## Origini del nome
Il nome di Nakhon Nayok deriva dalla sua tradizione storica di avere il terreno particolarmente povero a causa delle inondazioni e della siccità. Per questo motivo la provincia fu molto tempo fa esentata dalla tassa per la produzione del riso. Nakhon significa città, la radice na vuol dire campi di riso e yok vuol dire esente (da tassazione).

## Storia
Nella periferia sud-est si trova il sito archeologico di Dong Lakhon, un insediamento che si presume risalga al IX/XI secolo e che facesse parte della civilizzazione Dvaravati.

## Luoghi d'interesse

### Architetture religiose
Il Wat Bunnak Rakkhitaram conserva la più importante statua di Buddha della città, chiamata Luang Pho Sian Nakhon, che si ritiene risalga al periodo Sukhothai.
Nella periferia nord-est è stato inaugurato nel 2008 il parco interamente dedicato a Ganesh (chiamato dai thailandesi Phra Pikanet), divinità dell'Induismo molto venerata anche dai buddhisti. All'interno del parco vi sono templi e varie raffigurazioni di Ganesh tra cui due statue di 15 e 9 metri, le più grandi della Thailandia dedicate a questa divinità.

### Architetture militari
Circa 15 chilometri a nord-ovest della città, nel 1986 è stato inaugurato il nuovo quartier generale dell'Accademia militare regia Chulachomklao, la più prestigiosa accademia per cadetti dell'esercito in Thailandia, fondata da re Chulalongkorn nel 1887. Costruita su un terreno di 33 km², al suo interno vi sono strutture ultra-moderne circondate da montagne su tre lati.

### Siti archeologici
Il sito archeologico di Ban Dong Lakhon è 9 km a sud di Nakhon Nayok; consiste nei resti di una città murata risalente al periodo dell'Impero Khmer, le mura erano fatte in terrapieno, misuravano 700 x 800 metri ed erano circondate da un fossato. Si è ipotizzato che gli abitanti della città fossero esperti in opere idrauliche e che l'abbiano abbandonata nel XIV secolo.

### Altro
Nella zona montuosa a ridosso della città, si trovano alcune cascate di richiamo turistico e nel 2005 è stata inaugurata la diga di Khun Dan Prakan Chon, la più grande della Thailandia, per risolvere il problema delle frequenti inondazioni della zona. La diga ha creato un lago tra le montagne di richiamo turistico per lo scenario che offre e per il panorama sulla sottostante pianura.

## Economia
La zona di Nakhon Nayok è famosa per la sua frutta, in particolare per i manghi della varietà mapram e, in misura minore, della varietà ma-yong, Altri apprezzati frutti della zona sono i jackfruit e i pomeli. Ogni anno , alla fine del raccolto, si tiene in centro città la fiera del mango mapram; dura due mesi e oltre ai manghi vengono venduti altri frutti e prodotti dell'artigianato locale. L'agricoltura è migliorata dopo la costruzione nel 2005 della diga di Khun Dan Prakan Chon, che ha risolto una parte dei problemi legati alle inondazioni e alla siccità.
Nel distretto di Ongkharak, in provincia di Nakhon Nayok e a 40 km dalla città, si tiene il più grande mercato di piante della Thailandia. Data la relativa vicinanza a Bangkok, il turismo a Nakhon Nayok consiste di solito in escursioni giornaliere con rientro nella capitale in serata. Arrivano visitatori anche per acquistare i prodotti locali.

## Infrastrutture e trasporti
La città è collegata a Bangkok dalla strada statale 305, che termina a Nakhon Nayok innestandosi nella statale 33, che ha origine nella cittadina di Aranyaprathet, al confine con la Cambogia, e termina a Suphanburi. Non ci sono ferrovie in città, che è collegata alla capitale con un frequente servizio di autobus la maggior parte dei quali arrivano al terminal di Morchit, nel distretto di Chatuchak di Bangkok. Altri autobus locali collegano Nakhon Nayok con altre province e le cittadine dei dintorni.